# Sperrstelle Stadel

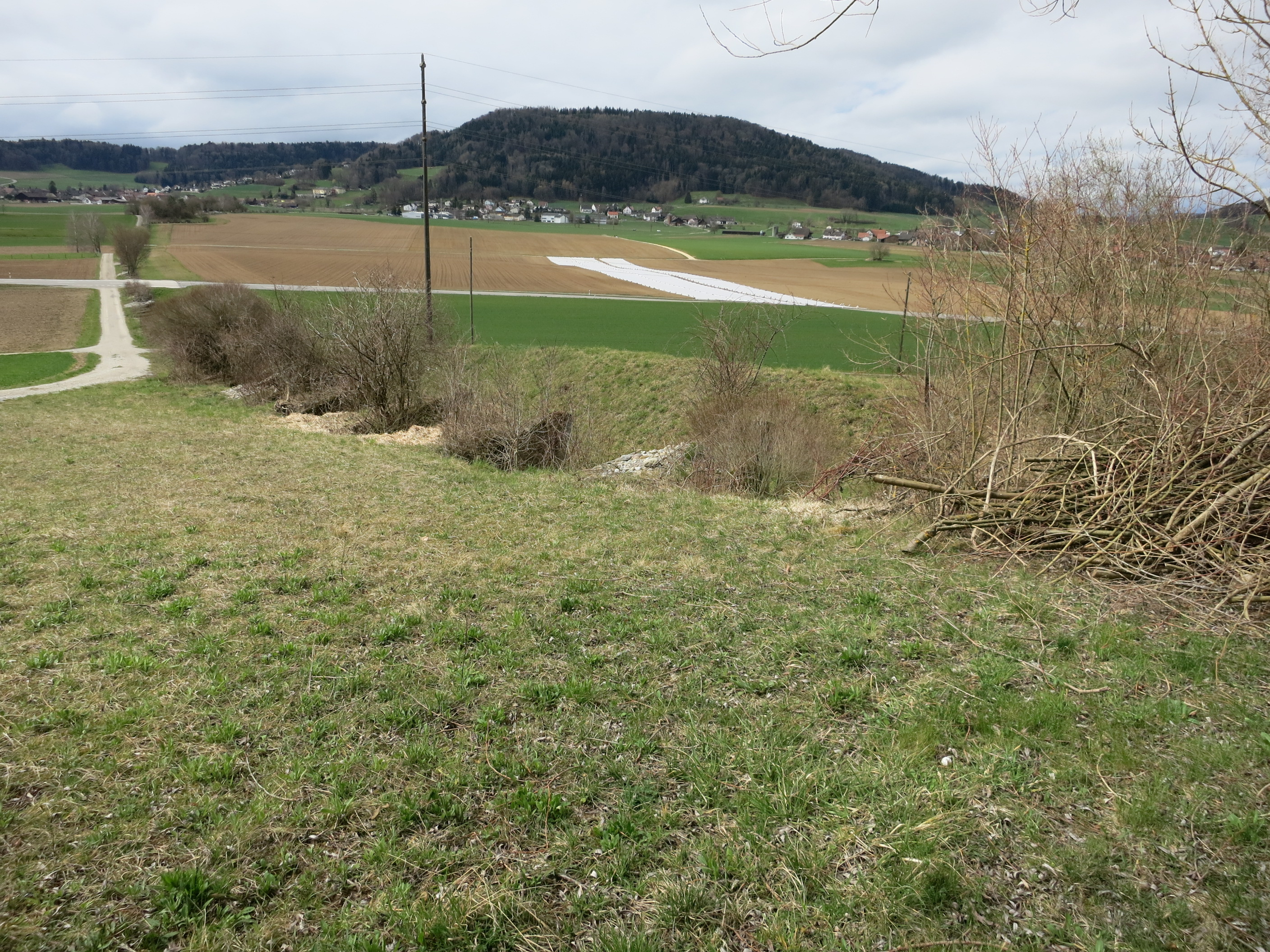
Geländepanzerhindernis T 2727 vor dem Stadlerberg

Die Sperrstelle Stadel war eine im Zweiten Weltkrieg ab 1939 errichtete Sperre der Grenzbrigade 6 der Schweizer Armee, als Teil des Sperrriegels Siglistorf▼ – Thalmühle▼ im Bachsertal – Stadlerberg▼ – Rotenbrunnen▼ auf dem Strassberg bei Stadel – Schachen bei Glattfelden▼ – Wagenbrechi▼ zwischen Glattfelden und Rorbas um als dritte Abwehrlinie hinter dem Rhein einen gegnerischen Vorstoss aufzuhalten und zu verzögern.
Die Sperrstelle gilt als militärhistorisches Denkmal von nationaler Bedeutung.

## Geschichte
Unmittelbar nach dem Kriegsausbruch 1939 wurde der Bau der Sperrstelle Stadel in der Ebene zwischen Rietwisen und Steigenhalden, 500 m nördlich des Dorfkerns von Stadel, unter der Leitung des Büros für Befestigungsbauten Bern (BBB) von mehreren Bauunternehmungen in Angriff genommen. Es entstand ein langes Geländepanzerhindernis mit sieben Strassenbarrikaden und vier Infanteriewerken als Abwehrlinie.
Beim Kampfmodell der Infanterie in Sperrstellen sollte der Gegner am Haupthindernis aufgehalten werden. Hindernisse konnten durch Sprengobjekte, Geländehindernisse, Barrikaden, Minenfelder oder Kombinationen dieser Elemente gebildet werden. Um eine Umfahrung durch den Gegner zu verhindern, wurden solche Hindernisse im starken Gelände verankert und sollten für alle möglichen Angriffsrichtungen gleich wirkungsvoll sein. Waffen, die zur Abwehr direkt auf das Hindernis wirken sollten, mussten in volltreffsicheren Bunkern geschützt sein. Abschnittstruppen konnten das massive feindliche Vorbereitungsfeuer nur in betonierten Schutzräumen (Unterständen) überleben.
Mit der Armee 61 wurden ab den 1960er Jahren die alten Sperren mit dem neu entwickelten Geländepanzerhindernis 66 (GPH 66) verstärkt und vor und hinter dem Geländepanzerhindernis rund zwei Dutzend moderne Unterstände (Kugelbunker «Kubu» U4, Atomschutzunterstand ASU) eingegraben.
Ab 1980 wurden die Hindernisse des Reduits im Alpenraum reduziert und jene im Mittelland verdichtet. Die wichtige Sperre Stadel nördlich des Flughafens Kloten wurden zum sogenannten «Russenring» ausgebaut: die vier Infanteriebunker umgebaut und die Tankhindernisse erneuert.

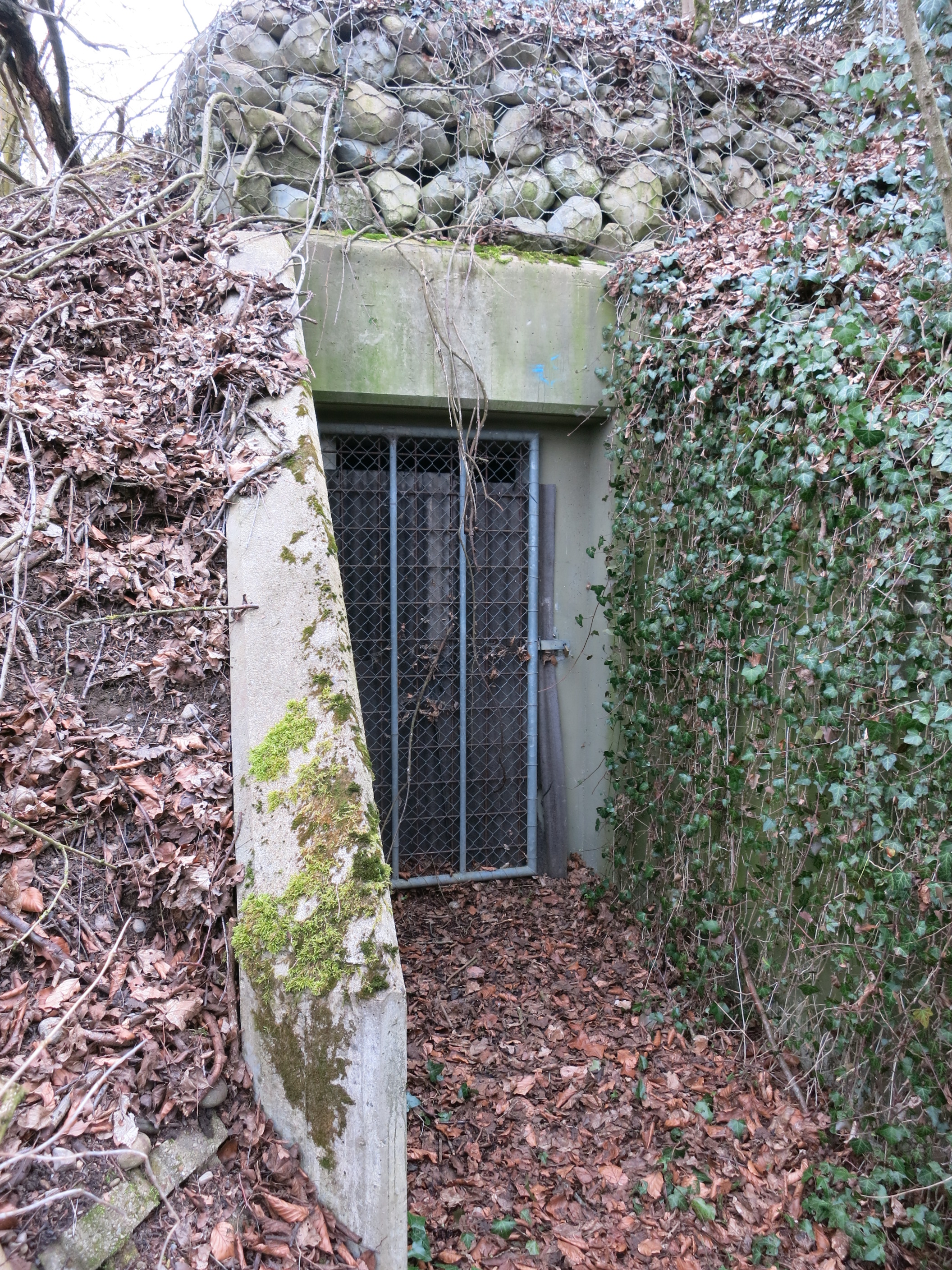
Infanteriebunker Stadel II A 5352 mit Bollensteinen

Durch das Aufkommen der Atomwaffen waren die grossen Festungswerke verwundbar und zu aufwendig geworden, weil sie viel Bedienungspersonal und Aussenverteidiger verlangten. Die Entwicklung von Abstandswaffen und intelligenter Munition, die ihre Ziele selber suchen gefährdete ebenso die kleineren Werke alter Bauart. Trotzdem boten richtig eingebaute Festungswaffen die Vorteile des höheren Schutzumfanges, der rascheren Bereitschaft und der grösseren Feuerwirkung. Dies führte dazu, dass die Festungsartillerie in sogenannte «Monoblocks» eingebaut wurde. «Monoblocks» waren kleine, stark geschützte Bunker, die im Tagbau erstellt und nachher durch sandwichartig ausgebaute Schutzschichten volltreffersicher gestaltet wurden. Bollensteine sollten die Wucht, die bei einer Explosion durch einschlagende Granaten entsteht, etwas abfangen. Die Monoblock-Bunker wirkten flankierend auf das Hindernis, waren mit dem schmalen Schussbereich
aus Feindrichtung gedeckt und erst spät bekämpfbar.
1995 wurden in zwei Infanteriebunkern drei Türme des Kampfpanzers Centurion 55/57 in «Monoblock»-Centi Bunker eingebaut. Die 10,5-cm-Geschütze mit einer Reichweite bis 2 km wurden nie angeschossen. Die Ausrüstung diese Anlagetyps bestand aus dem Panzerturm, einem darunter liegenden Laborierraum mit Werkbank und Munitionsnische, einer Nische mit Notstromaggregat, einem Betriebstofflager in Kanistern, eine einfache Unterkunft mit drei Schlafplätzen und eine Ventilation mit Filter.
Damit bekam die Grenzbrigade 6 vor ihrer Auflösung mit der Armee 95 moderne Panzerabwehrgeschütze mit neuesten Wärmebild-Zielgeräten 90 (WBZG 90). Mit der Armee XXI wurden ab 2004 den Centi Bunkern keine Truppen mehr zugeteilt, anschliessend wurden sie aus der Geheimhaltung entlassen.

## Sperrstelle Stadel
Die Sperrstelle bestand aus rund 40 Objekten und erhielt Feuerunterstützung durch Minenwerfer.

### Geländepanzerhindernis
- GPH Stadel T 2727 ⊙
- Stadel IV, Durchlass Barrikade in Strasse T 2727.01 ⊙
- Stadel III, Durchlass Barrikade in Strasse T 2727.02 ⊙
- Stadel III, Durchlass Barrikade in Strasse T 2727.03 ⊙
- Stadel II, Durchlass Barrikade in Strasse T 2727.04 ⊙
- Stadel II, Durchlass Barrikade in Strasse T 2727.05 ⊙
- Stadel I, Durchlass Barrikade in Strasse T 2727.06 ⊙
- Stadel I, Durchlass Barrikade in Strasse T 2727.07 ⊙
- Stadel I, Feldweg Barrikade in Strasse  T 2727.08 ⊙
- GPH Stadel T 2728 ⊙
- PMS Stadel, Umfahrungsstrasse Windlach-Stadel T2677  (abgebaut) ⊙
- PMS Stadel-Schüpfheim (abgebaut) T 2724
- PMS Stadel-Schulhaus (abgebaut) T 2725

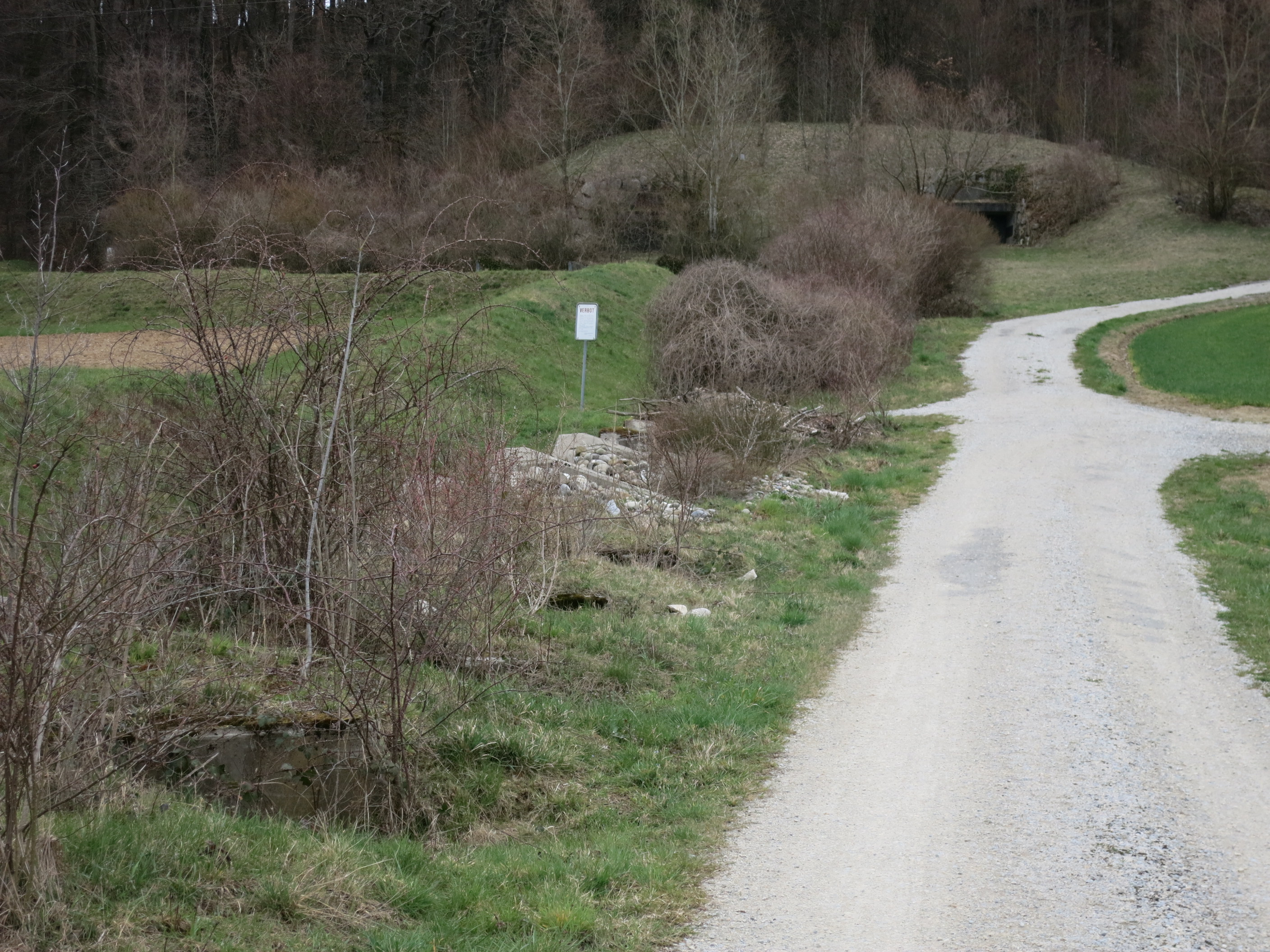
GPH T 2727 Ost
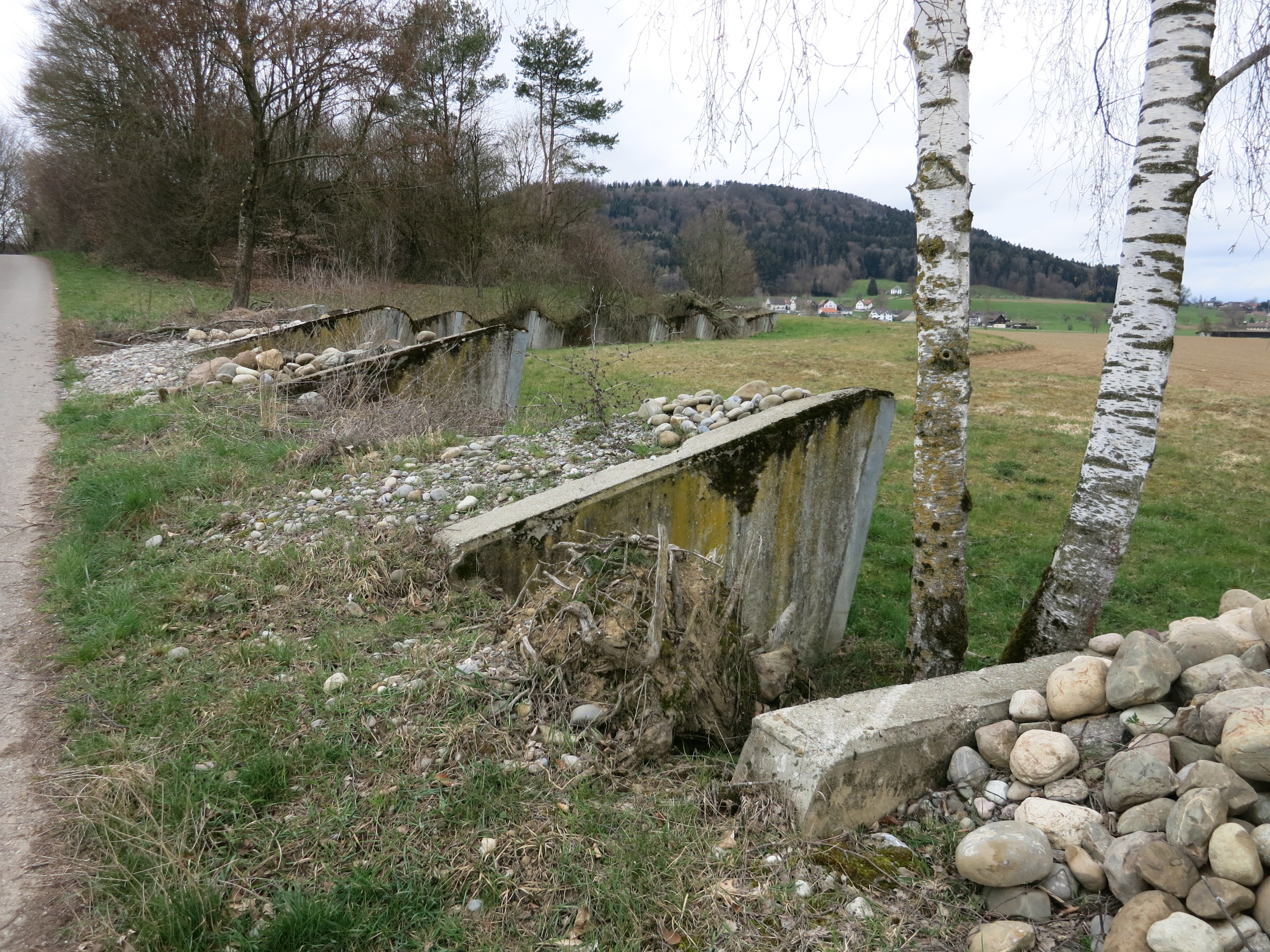
GPH T 2727 Mitte
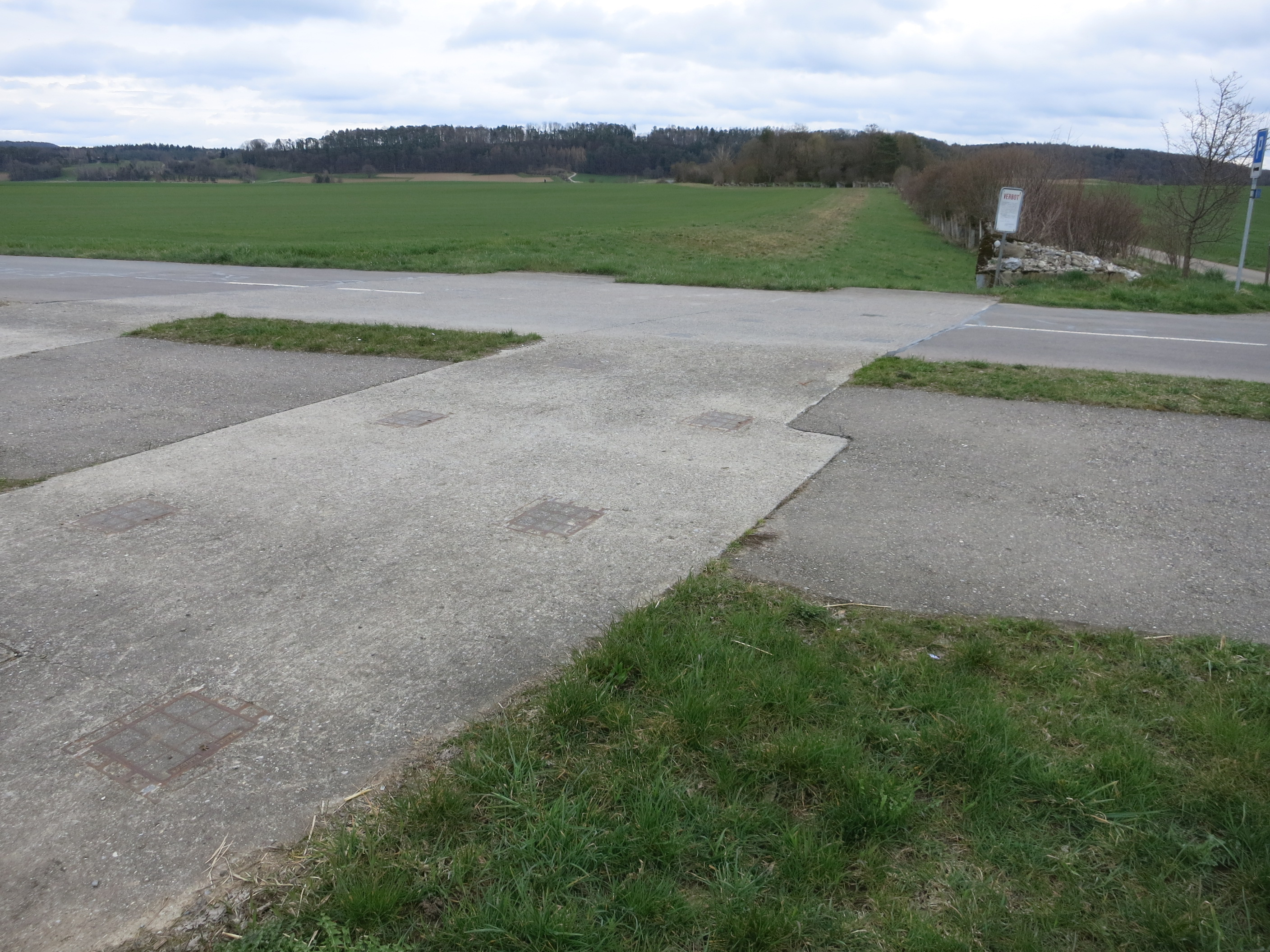
Strassenbarrikade T 2727.03
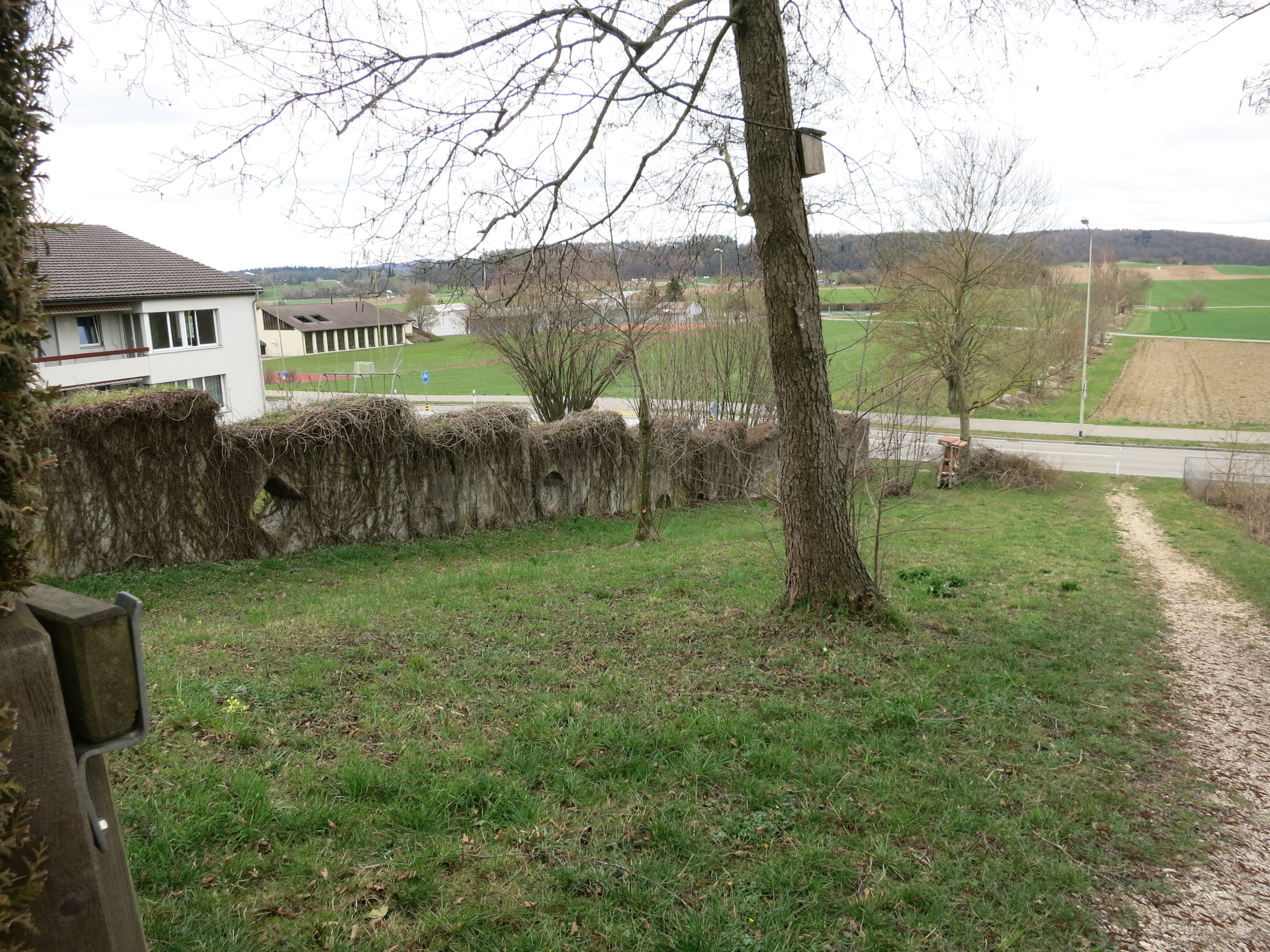
GPH T 2727 West

### Permanente Waffenstellungen
- Infanteriebunker Stadel IV A 5350 ⊙, Centi (Centurion)-Bunker Stadel A 5585 ⊙: Eine 10,5 cm Kanone wurde in den ehemaligen Panzerabwehrbunker (Pak Bkr) integriert, der anschliessend als Unterstand diente.
- Infanteriebunker Stadel III A 5351 ⊙: Der Pak-Bunker mit drei 9 cm Panzerabwehrkanonen (Pak 50/57) wurde in den 1980er Jahren umgebaut, mit einem Atomschutzunterstand (ASU) versehen und eine mobile PAL Stellung eingerichtet.
- Infanteriebunker Stadel II A 5352 ⊙: Der Pak-Bunker mit zwei 9 cm Panzerabwehrkanonen (Pak) wurde in den 1980er Jahren umgebaut, mit einem ASU versehen und eine mobile PAL Stellung eingerichtet.
- Infanteriebunker Stadel I A 5353 ⊙, Centi Bunker Stadel A 5583 ⊙  und Stadel A 5584 ⊙: Der Doppel Centi Bunker mit zwei 10,5 cm Kanonen wurde in den ehemaligen Pak-Bunker integriert, der anschliessend als Unterstand respektive Kommandoposten diente.
- Festungsminenwerfer Stadelberg A 5349: Monoblock mit einem 12-cm-Festungsminenwerfer 1959.
- Baracke B 1505 ⊙

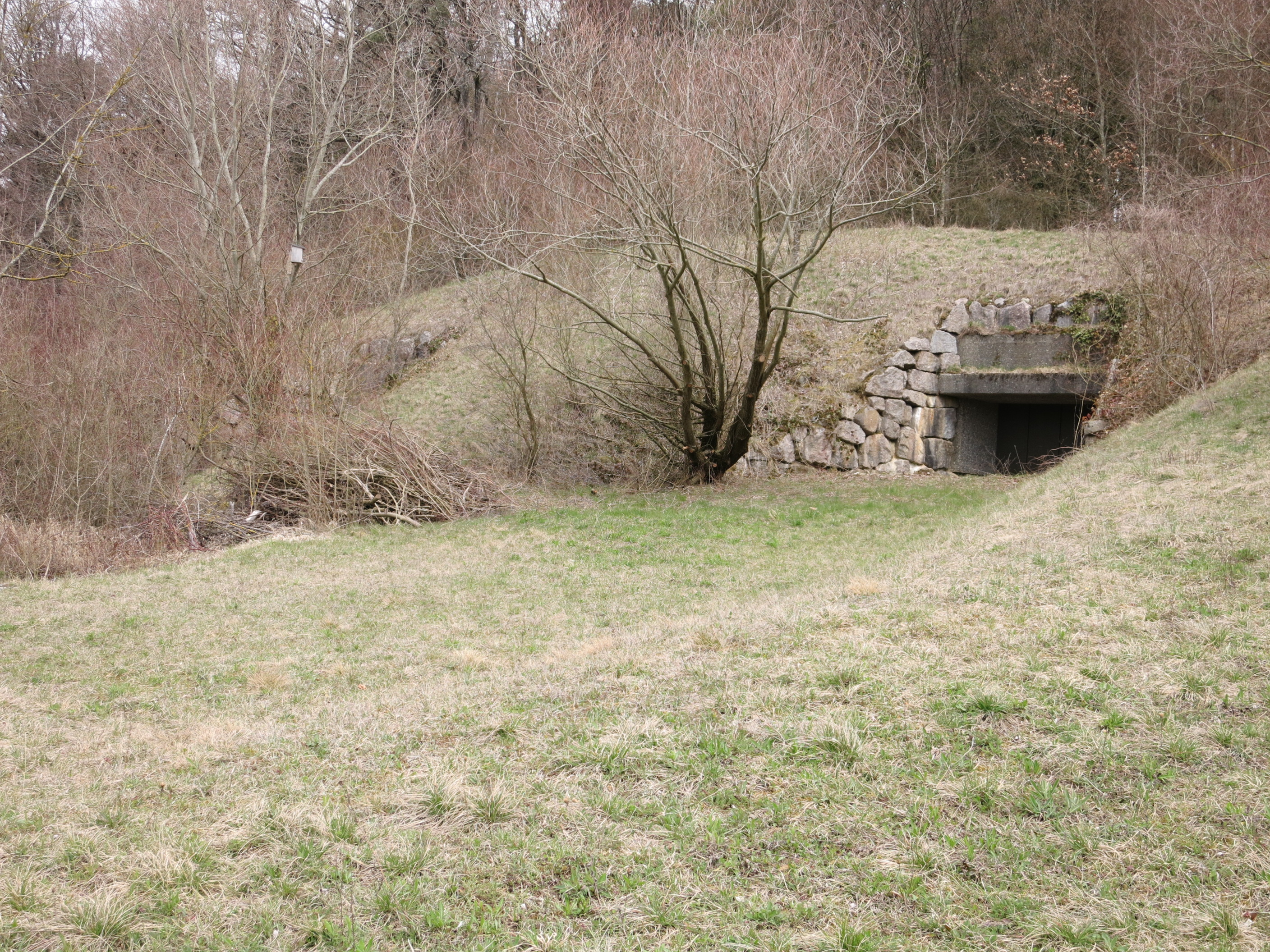
Centi Doppelbunker A 5583, A 5584
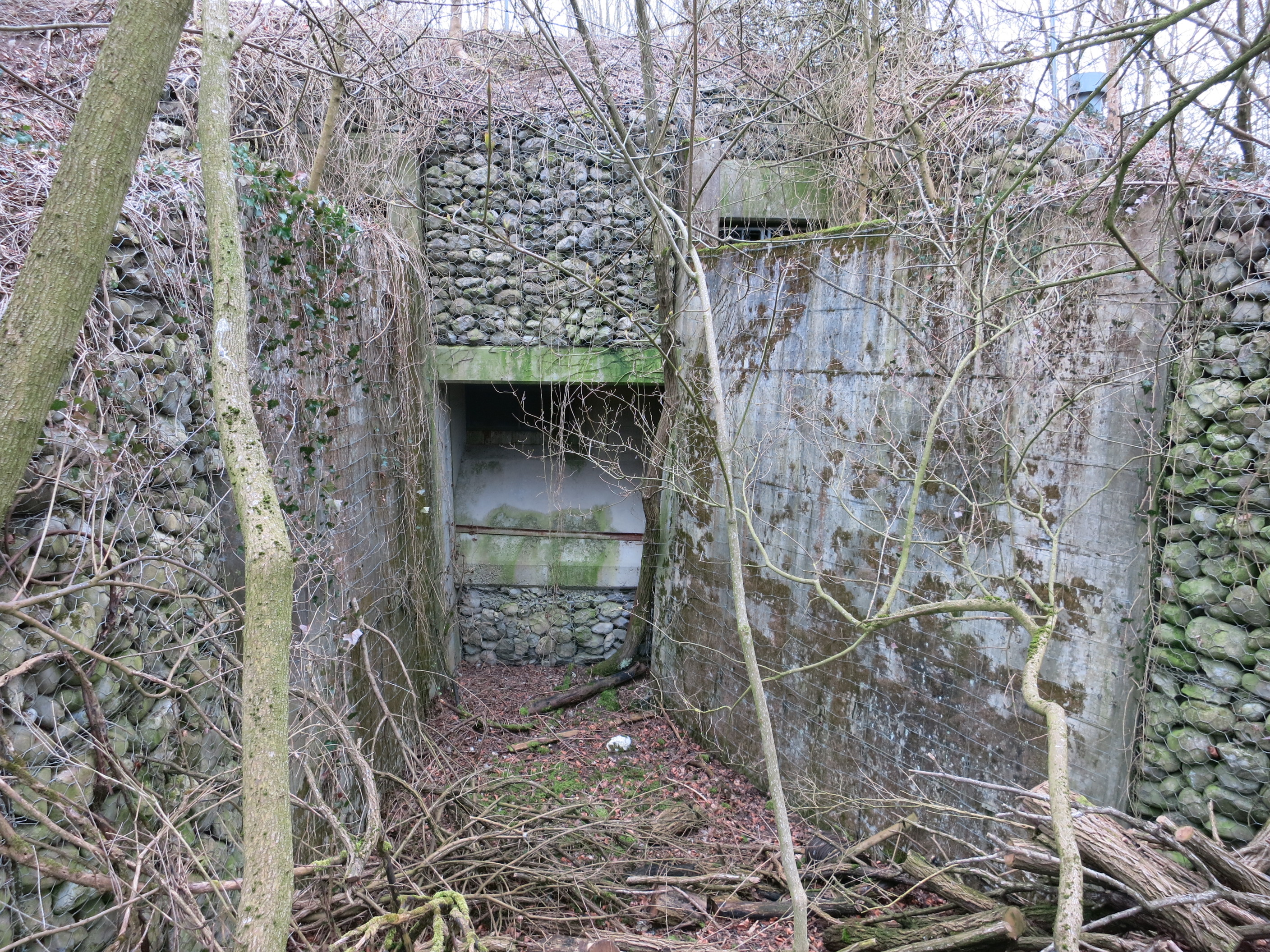
Infanteriebunker Stadel II A 5352
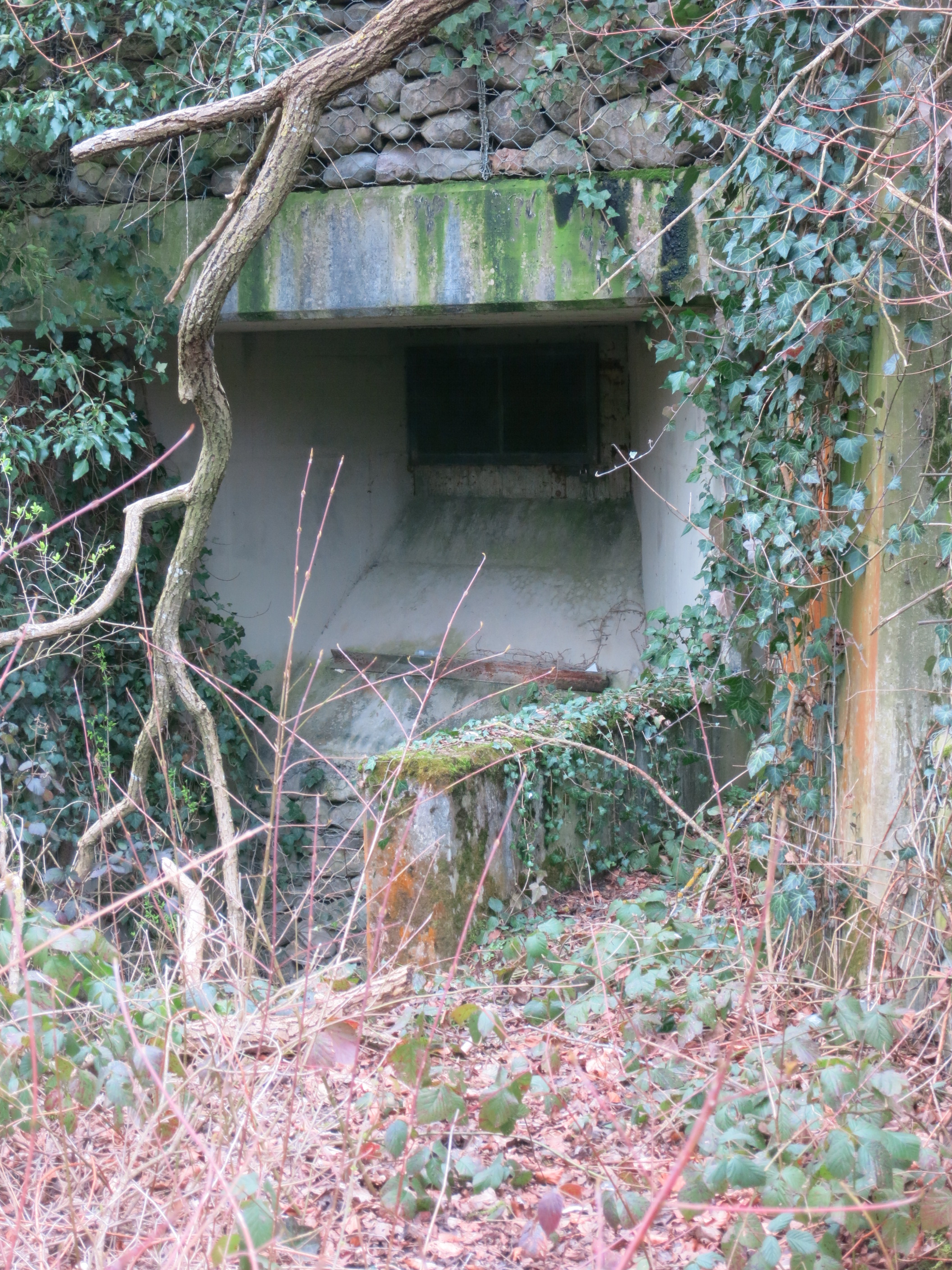
Infanteriebunker Stadel III A 5351
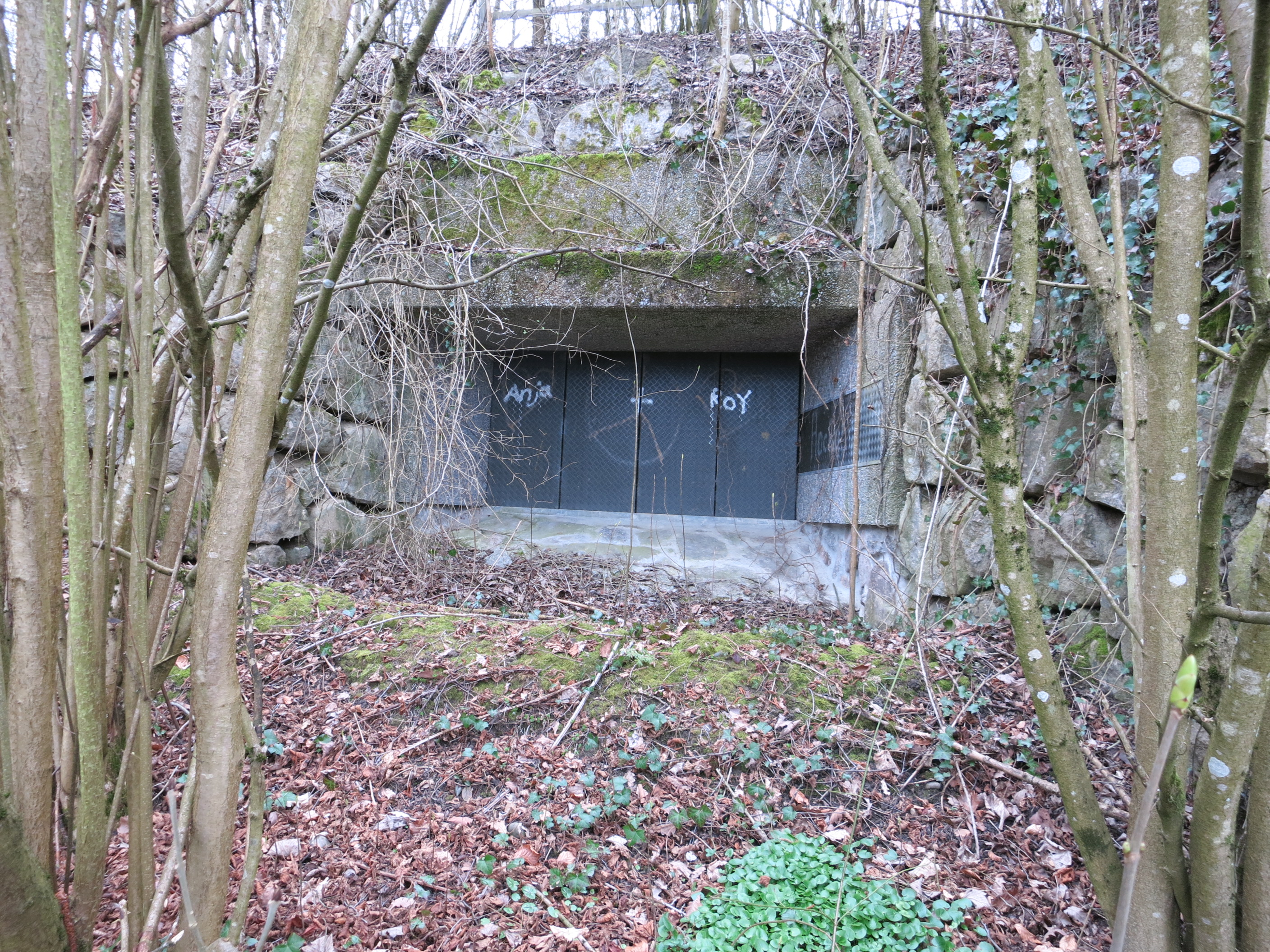
Centi Bunker A 5585

### Unterstände, grösstenteils zugeschweisst
- Unterstand U22 Stadel West F 6058
- Kugelbunker U4 Stadel West F 6059
- Kugelbunker U4 Stadel Kofel F 6060 (abgebaut) ⊙
- Kugelbunker U4 Breitenäcker W F 6061 (abgebaut)
- Kugelbunker U4 Breitenäcker S F 6062 (abgebaut)
- Kugelbunker U4 Breitenäcker E F 6063 (abgebaut) ⊙
- Kugelbunker U4 Breitenäcker N F 6064 (abgebaut)
- Kugelbunker U4 Stadel E Wiesli F 6065 (abgebaut)
- Kugelbunker U4 Süessbuck W F 6066 ⊙
- Kugelbunker U4 Brand W F 6067(abgebaut)
- Unterstand/Kompanie-KP U22 Brand F 6068
- Unterstand U22 Brand F 6069
- Kugelbunker U4 Brand N F 6070 (abgebaut)
- Kugelbunker U4 Grund E Stadel F 6071 ⊙
- Kugelbunker U4 Süessbuck NE  F 6072 (abgebaut) ⊙
- Unterstand U22 Steighalden F 6073 ⊙
- ASU 6S neben Stadel III F 6074 ⊙
- ASU 6S neben Stadel II F 6075 ⊙
- Kugelbunker U4 Aemperg Sali F 6076
- Kugelbunker U4 Windlach F 6077
- Kugelbunker U4 Chernensee F 6123 (abgebaut)
- Unterstand U22 Höriberg F 6124
- Kugelbunker U4 Höriberg E F 6125
- Kugelbunker U4 Eselbuck F 6127 ⊙* Kugelbunker U4 Hasligass E Windlach F 6131
- ASU 6S Hasligass F 40013 ⊙
- ASU 6S Burenholz Chalchofen F 40015 ⊙
- ASU 6T/Bat-KP Burenholz Chalchofen F 40016
- ASU 6S Burenholz Chalchofen F 40017[3]

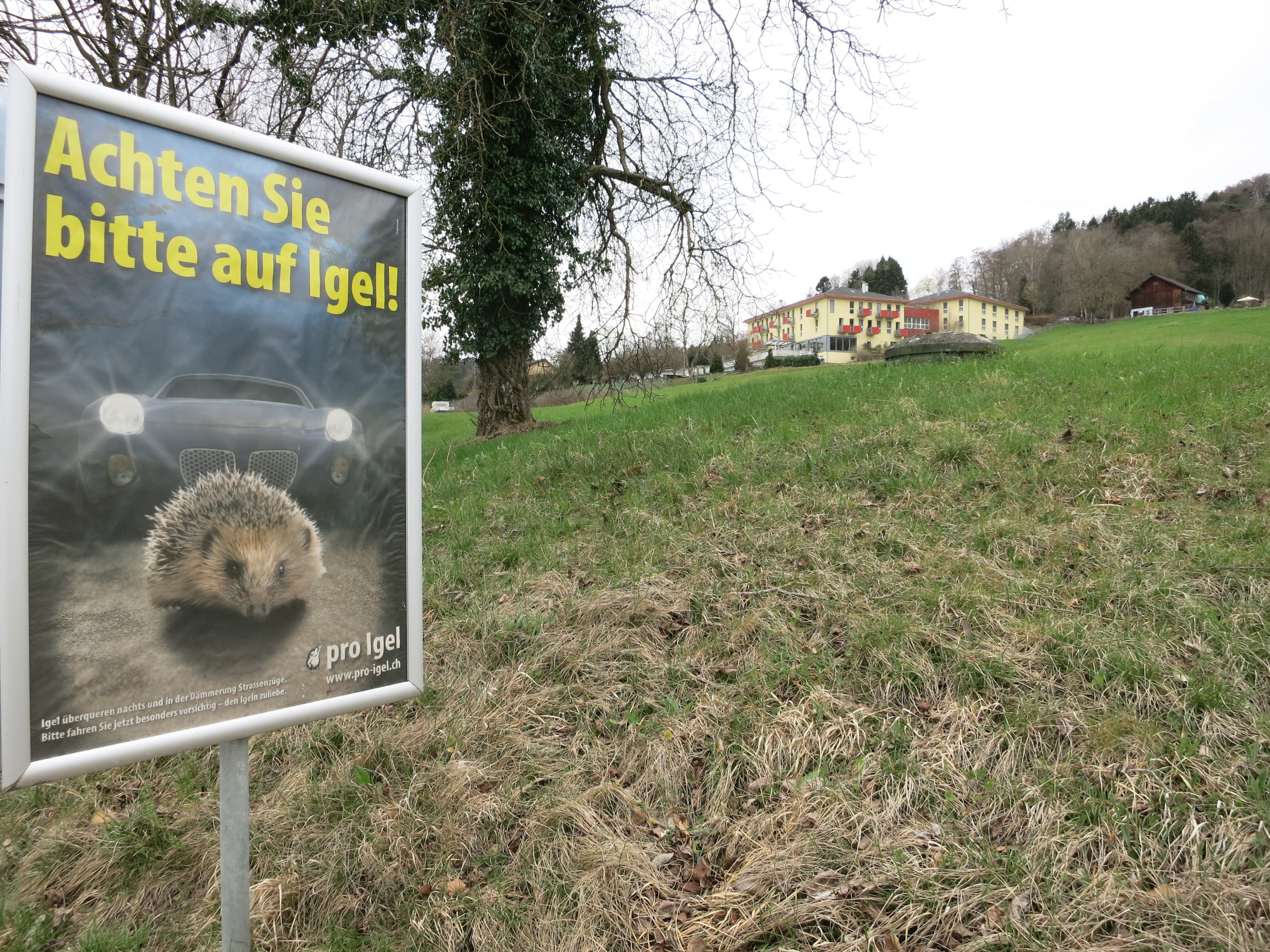
Kugelbunker Strasse
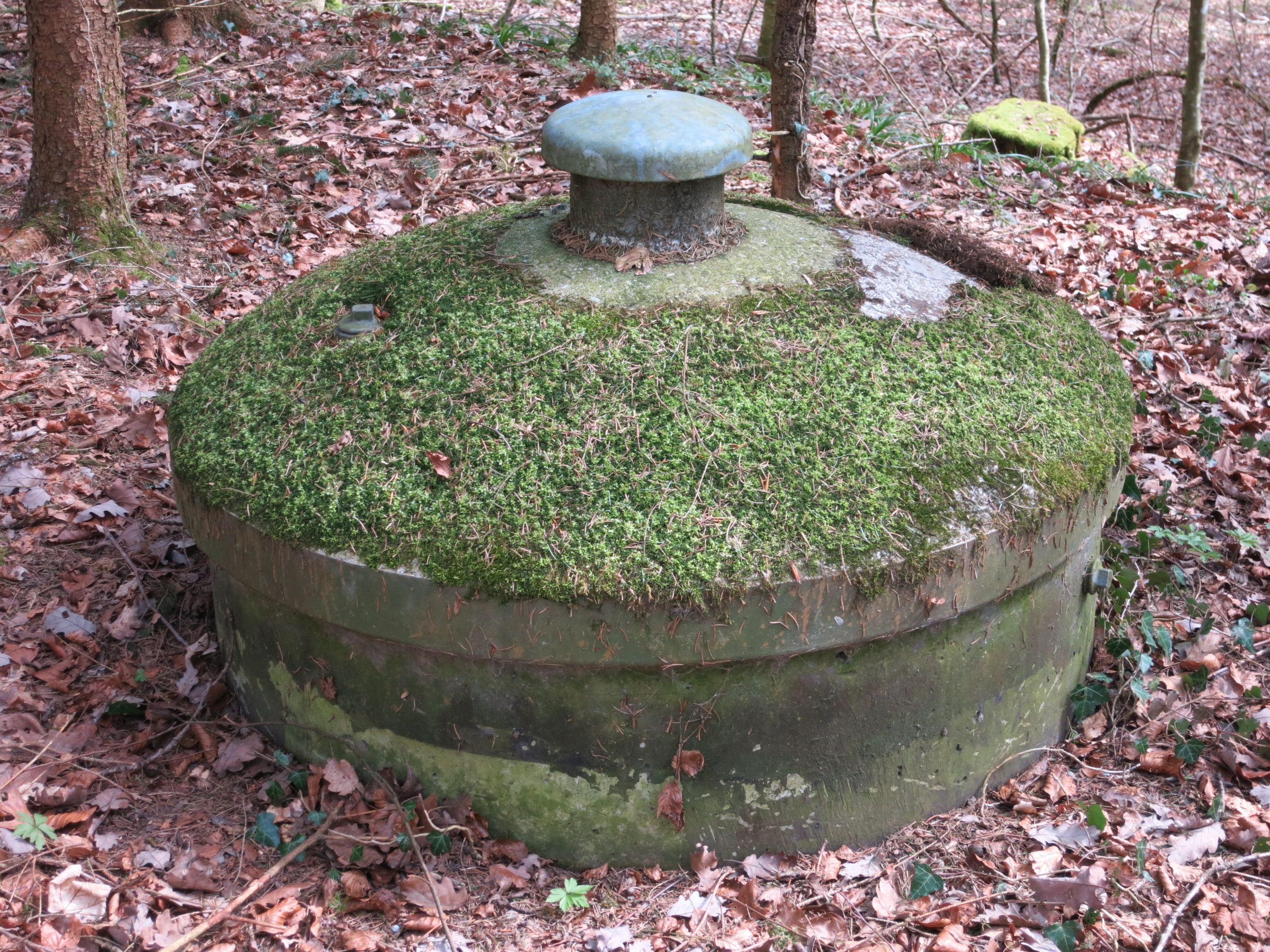
Kugelbunker
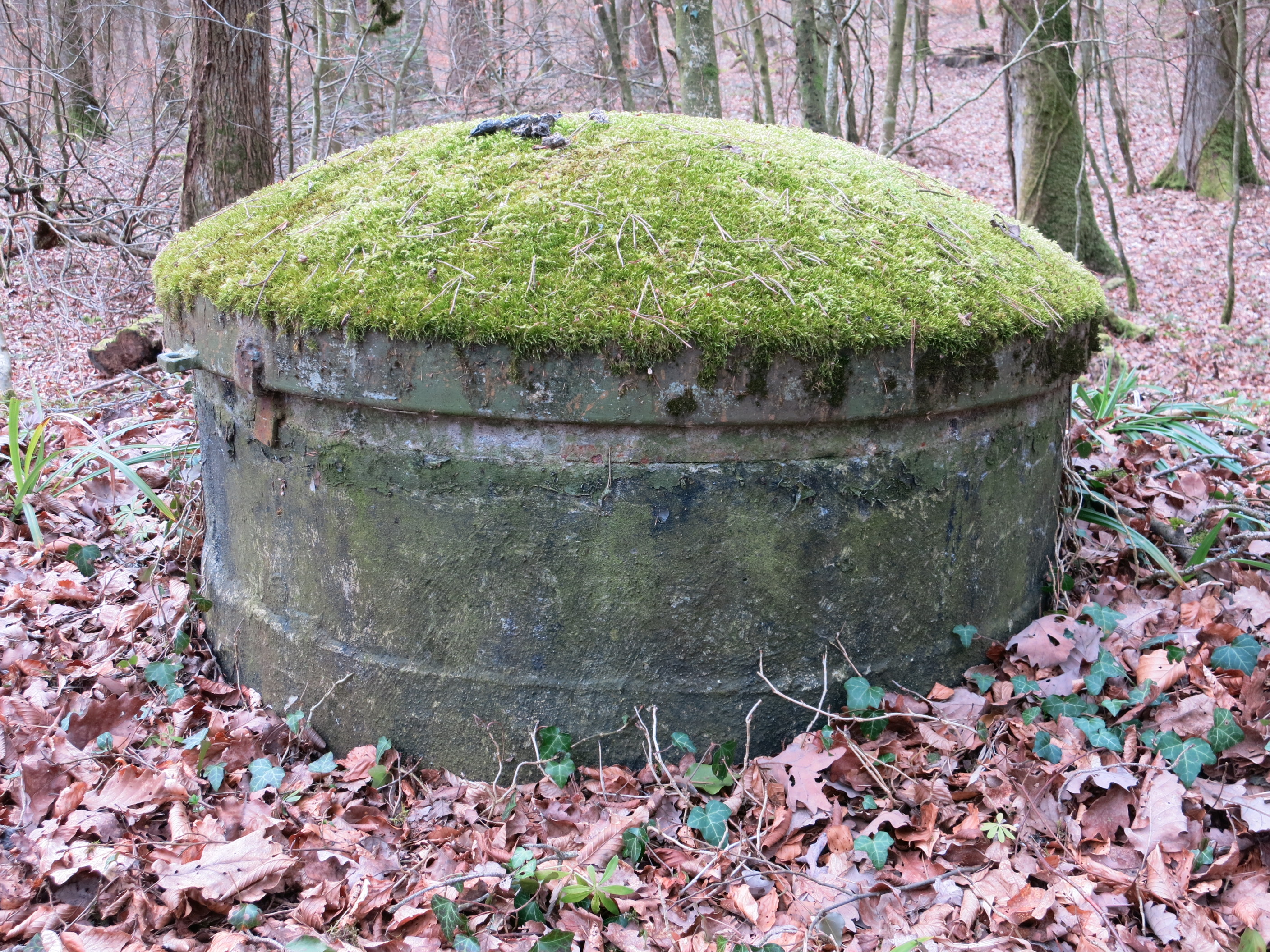
Kugelbunker Wald

### Heute
Die wichtigsten Kriterien für die nationale Einstufung dieser Sperre aus dem Zweiten Weltkrieg waren die Qualität der verschiedenen Objekte und die vollständige Modernisierung in der Nachkriegszeit.
Nach der mietweisen Übernahme durch die Militärhistorische Gesellschaft des Kantons Zürich konnten die Zürcher Centi Bunker 2009 zur Besichtigung freigegeben werden.
Die Sperre ist heute vollumfänglich an Landwirte verpachtet, wird nach den Richtlinien des ökologischen Ausgleichs bewirtschaftet und ist als vernetztes Element in das Landschaftsentwicklungskonzept eingebunden.

## Sperrstellen Regensberg und Buchs
Im Zürcher Unterland wurden ab 1935 drei gestaffelte Verteidigungsgürtel als Teil des Verzögerungsraumes von nicht in den Aktivdienst eingerückten Unterländern gebaut. Zum dritten Gürtel auf der Höhe Stadlerberg-Bülach und östlich davon gehörten die Sperrstelle Stadel mit schweren Geschützen und Panzersperren sowie das mittelalterliche Städtchen Regensberg mit Maschinengewehrstand innerhalb der erhaltenen historischen Schanze der Stadtmauer (südöstliche Hälfte des Hornwerkes des ehemaligen Dielsdorfer Tores).
- Infanteriebunker Regensberg Süd A 5290 ⊙
- Infanteriebunker Regensberg Nord A 5291 ⊙
- Infanteriebunker Nöschlikon A 5292 Niederglatt ⊙
- Unterstand Regensdorf A 5281 Fortuna ⊙
- Unterstand Buchs ZH A 5282 ⊙
- Unterstand Buchs ZH A 5283 ⊙
- Unterstand Buchs ZH A 5284 ⊙
- Geländepanzersperre GPH66 Niederhasli ⊙

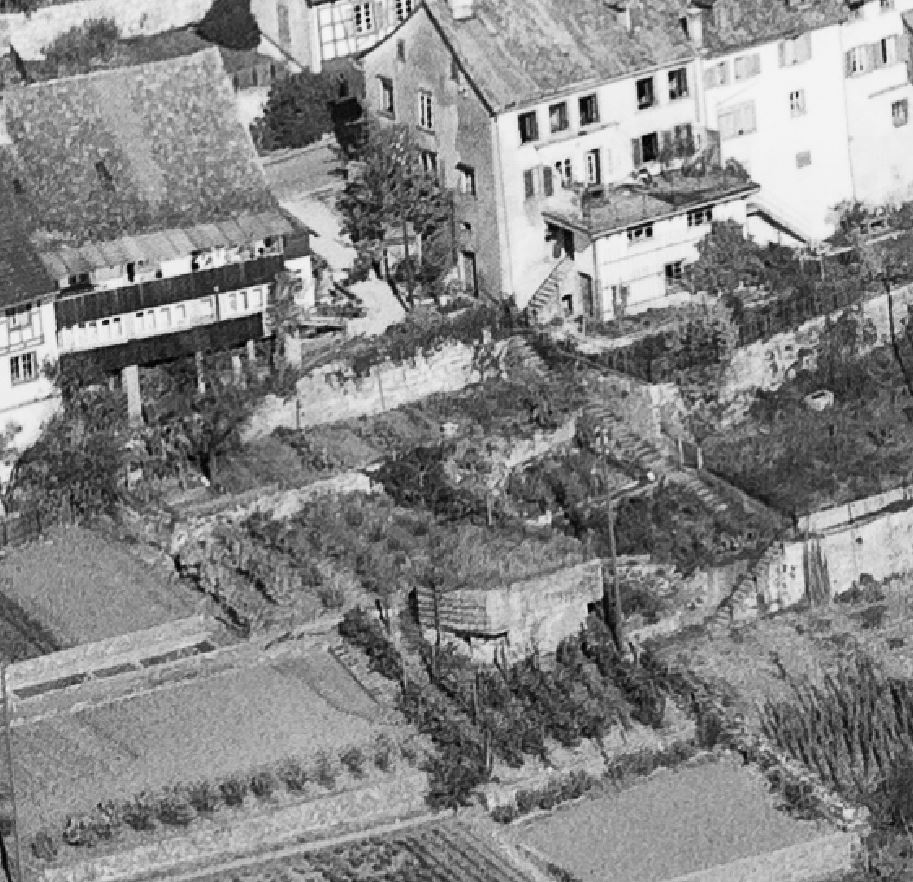
Mg-Bunker Regensberg Süd A 5290
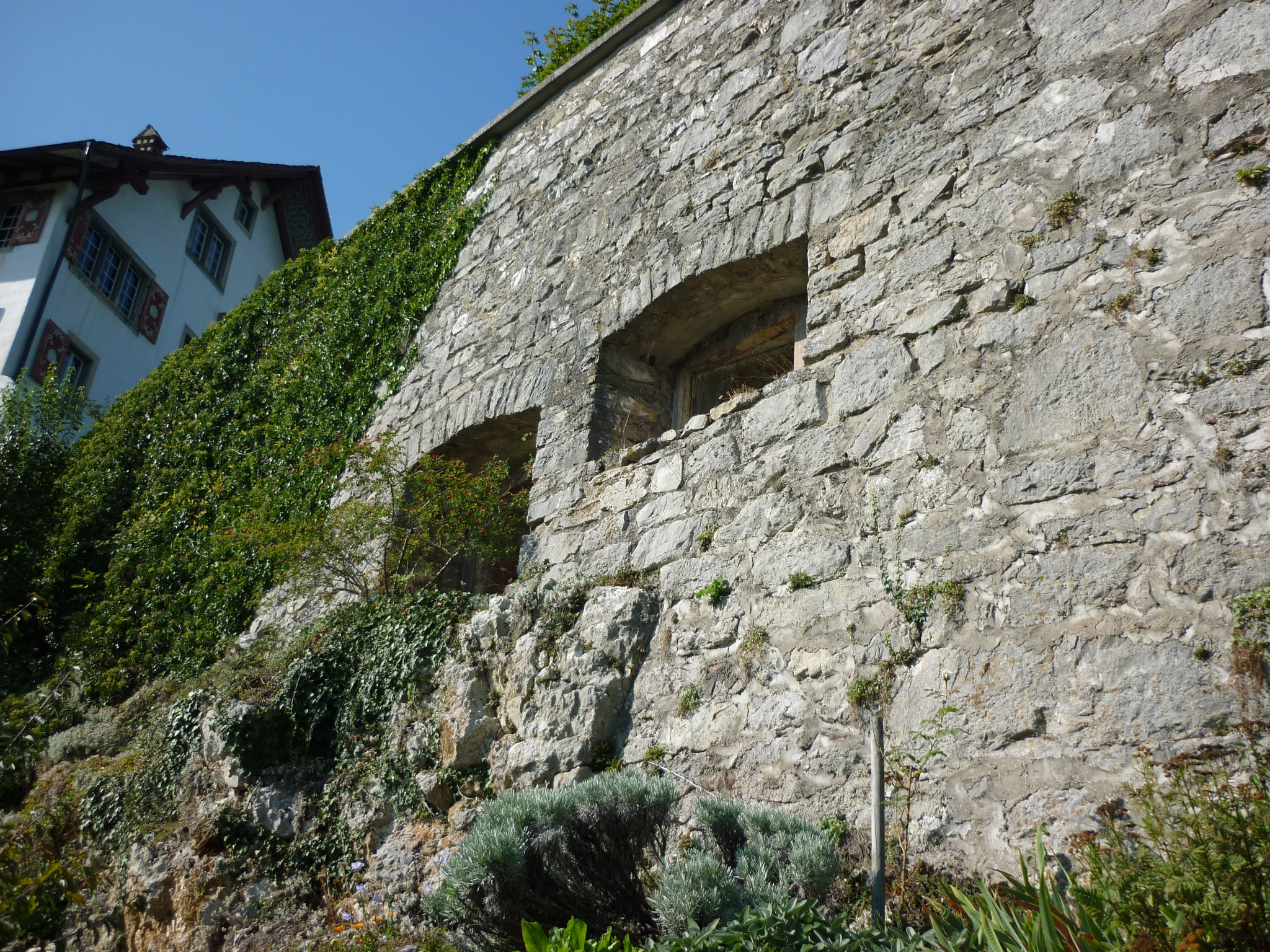
Scharten Mg-Bunker Regensberg Nord A 5291
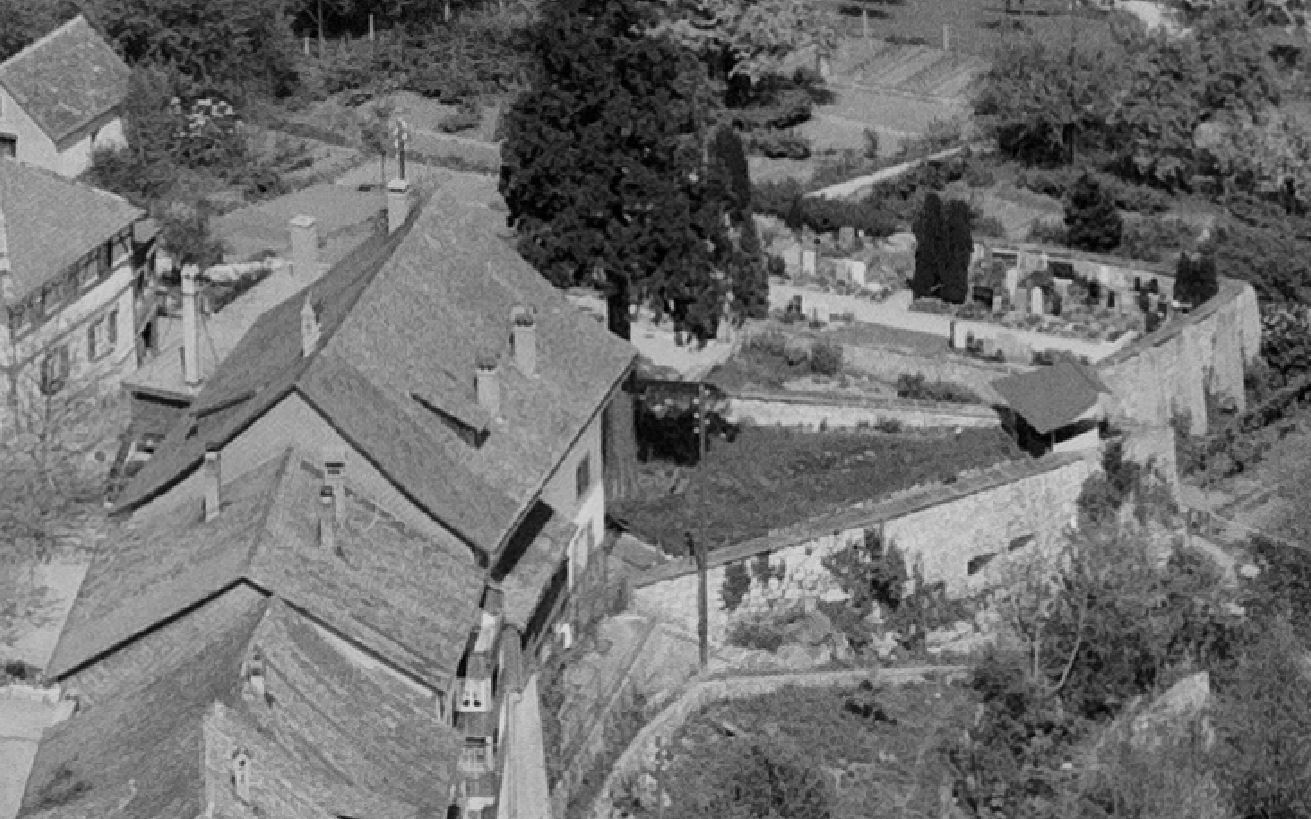
Schanze 17. Jhr. mit Mg-Scharten A 5291
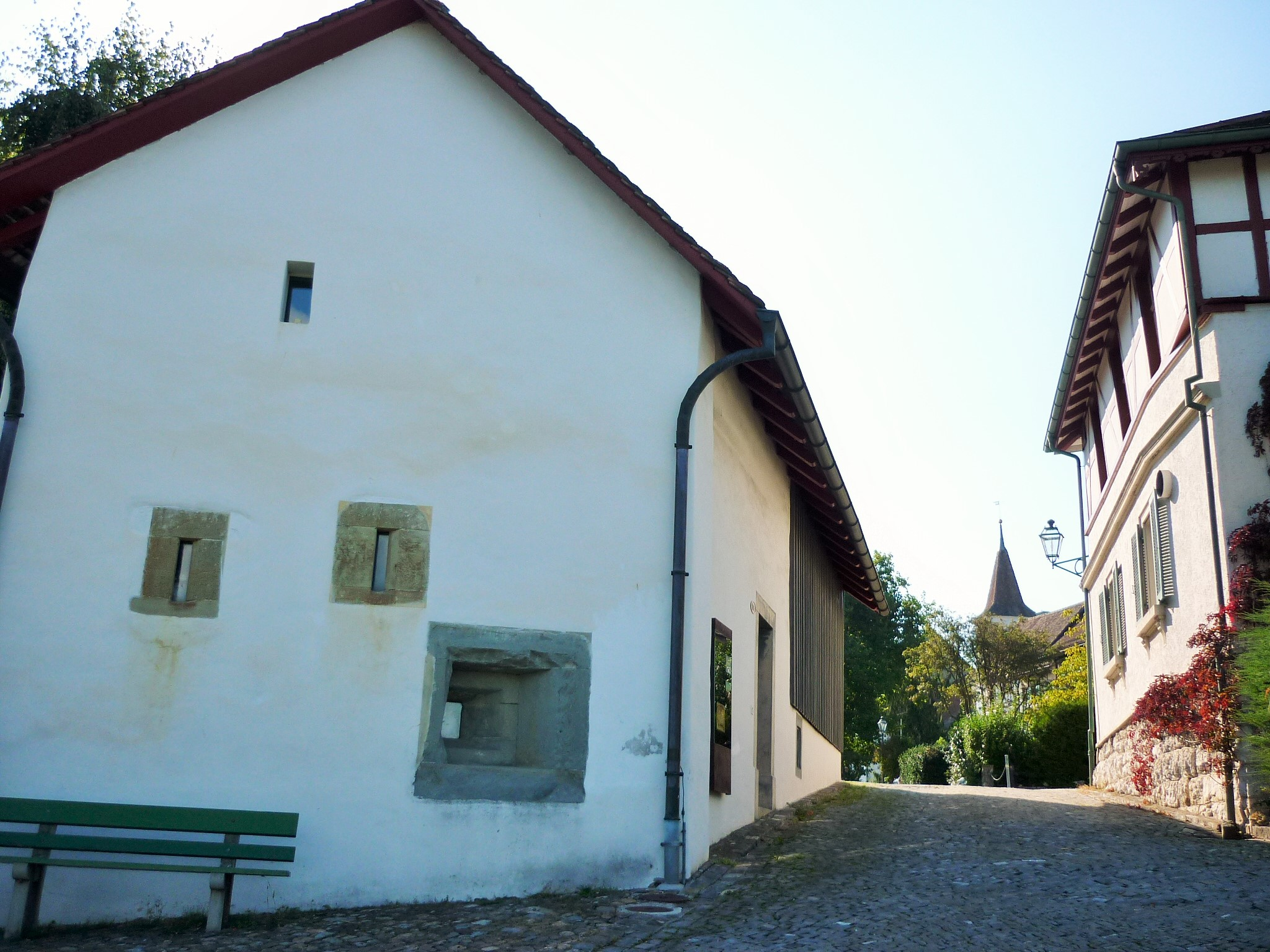
Scharten Dielsdorfer Tor